# A.P.E.X.
A.P.E.X. è un film del 1994, diretto da Phillip J. Roth. È una storia di genere fantascientifico incentrata sui viaggi nel tempo.

## Trama
Ambientato in un ipotetico futuro (ci troviamo nell'anno 2073), dove in un esperimento che prevede un viaggio nel tempo, scienziato e robot da lui progettato ritornano nell'anno 1973. Al ritorno vivranno gli effetti delle loro modifiche, un paradosso temporale.